# 每秒事务处理量
每秒事務處理量(Transaction per second,TPS)
一般来说，每秒事务处理量 一词指每秒钟特定实体执行的原子性操作的次数。 狭义上，该术语通常由数据库管理系统供应商和用户社区用于描述每秒钟的数据库操作数。
最近，这个术语被用来描述加密货币的交易速率，例如运行比特币区块链的分布式网络。能够按需伸缩的事务速率的开发是加密货币技术的一个重要研究领域。